# Shane Warne
Shane Keith Warne (ur. 13 września 1969 w Melbourne, zm. 4 marca 2022 w Ko Samui) – australijski krykiecista, powszechnie uważany za najwybitniejszego bowlera w stylu leg spin i jednego z najlepszych, jeżeli nie najlepszego, bowlera w historii krykieta. W latach 1991–2007 członek drużyny australijskiej, aktualny rekordzista świata (708) pod względem zdobytych wicketów. W 2000 „biblia” krykieta Wisden wybrała go na jednego z pięciu krykiecistów stulecia. Solidny batsman, zajmuje pierwsze miejsca pod względem zdobytych runów (punktów) na liście batsmanów, którzy nigdy nie zdobyli 100 runów w jednym innings (jego najwyższy wynik to 99).
Warne nie tylko posiadał biegłość techniczną jako bowler, potrafił również umiejętnie wpływać na psychikę przeciwnika, deprymując go przed rozgrywką. Do jego ulubionych metod należało ogłoszenie przed meczem, którego z przeciwników uważa za najgorszego gracza leg spinu i że będzie on jego celem. Jedną z jego najbardziej spektakularnych „ofiar” był znakomity południowoafrykański batsman Daryl Cullinan, który nieomal zrezygnował z krykieta i potrzebował pomocy terapeuty po szeregu „pojedynków” z Warne'em.
Pod względem technicznych Warne nie miał sobie równych; dzięki znakomitej technice rzucania potrafił on podkręcać piłkę nawet na powierzchniach, które nie były tradycyjnie uznawane za sprzyjające dla spin bowlingu.
W 2000 został pozbawiony funkcji wicekapitana australijskiej reprezentacji za udział w szeregu skandali obyczajowych, polegających na wysyłaniu kobietom niechcianych seryjnych wiadomości tekstowych o charakterze seksualnym. Karierę zakończył w 2007 po serii Ashes 2006/2007, w której Australia pokonała Anglię 5:0.